# تاکویا یوشیکاوا
تاکویا یوشیکاوا (انگلیسی: Takuya Yoshikawa؛ زادهٔ ۱ سپتامبر ۱۹۸۸) بازیکن فوتبال اهل ژاپن است.